# Ana Kansky
Ana Kansky (* 20. Juni 1895 in  Lože, Vipava als Ana Mayer; † 3. November 1962 in Podgrad) war eine slowenische Chemikerin und Chemieingenieurin und gilt als erste Person, die den Doktorgrad an der Universität Ljubljana erhielt. Zudem war sie eine der ersten Frauen in der Wissenschaft in Slowenien.

## Frühes Leben und Ausbildung
Ana Mayer wurde als Tochter des slowenischen Landwirts Karl Mayer von Leitenburg aus Vipava und Ana Dejak, Tochter eines wohlhabenden Unternehmers aus Senožeče, geboren. Sie besuchte die Grundschule in Vipava und anschließend ein Gymnasium für Mädchen in Ljubljana. 1914 beendete sie ihre Grundausbildung am Ljubljana Classical Gymnasium als eines der ersten Mädchen, die diese Einrichtung besuchen durften. Da sie in Naturwissenschaften sehr gut war, wollte sie ihr Studium an der Universität Wien fortsetzen, aber ihr Vater hatte ihrer Mutter auf ihren Todeswunsch hin versprochen, dass er Ana nicht auf die Universität schicken würde. Um dieses Versprechen zu umgehen, schlug er vor, dass Ana die Studiengebühren selbst aufbringen sollte, was sie tat, indem sie die Ernte und den Verkauf von Aprikosen von der Familienplantage organisierte. Sie studierte von 1914 bis 1918 Chemie mit Physik als Nebenfach an der Philosophischen Fakultät in Wien.
Zu dieser Zeit lebte Mayer bescheiden, da es aufgrund des Krieges häufig zu Lebensmittelknappheit kam. Sie wurde von einer österreichischen Baronin beherbergt, die ihr dennoch viel Freiheit gewährte, sodass die Wohnung zu einem Treffpunkt für slowenische Studenten zu dieser Zeit wurde. Unterstützt wurde sie zudem von der Familie des Wiener Literaturhistorikers Ivan Prijatelj, sodass nach einiger Zeit ein sozialer Kreis mit Mayer, Marij Kogoj, Srečko Brodar, Milko Kos und anderen entstand. Sie traf auch einen Vertreter des Österreichischen Küstenlands, der ihr Besucherzugang zum Österreichischen Reichsrat verschaffte. Sie war bei der Verkündung der Maideklaration im Jahr 1917 anwesend, in der mehr Autonomie für die südslawischen Nationen innerhalb von Österreich-Ungarn gefordert wurde, sowie bei anderen Ereignissen, die die Auflösung der Monarchie signalisierten.
Aufgrund der Umstände, die die Auflösung des Staates nach dem Ersten Weltkrieg vorwegnahmen, erließ die Universität Wien 1918 ein Dekret zur Entlassung von Slawistik-Studenten, sodass Mayer ihr Studium unterbrechen und nach Ljubljana zurückkehren musste. Im darauffolgenden Jahr nahm sie ihr Studium bei Professor Maks Samec an der neu gegründeten Universität Ljubljana wieder auf und verteidigte am 15. Juli 1920 ihre Dissertation (O učinkovanju formalina na škrob – Über die Wirkung von Formalin auf Stärke) und wurde damit die erste Doktorin an dieser Universität. Laut einer 1978 von der Universität Padua veröffentlichten Studie war sie weltweit die 72. Frau, die einen Doktortitel erhielt. Die Ergebnisse ihrer Doktorarbeit wurden in der deutschen Zeitschrift Kolloidchemische Beihefte veröffentlicht, wo ihre sorgfältigen Experimente Licht in die damals brisante Frage der organischen Chemie, ob Formalin Stärke auflösen konnte, brachte. Sie wies nach, dass Formalin dies nicht kann, wohl aber Ameisensäure als übliche Verunreinigung.

## Karriere
Mayer wurde die erste weibliche wissenschaftliche Mitarbeiterin an der Universität, zunächst als wissenschaftliche Assistentin einige Monate vor ihrer Promotion, dann als wissenschaftliche Mitarbeiterin am Institut für Chemie der Universität. In den folgenden zwei Jahren wurden vier weitere wissenschaftliche Arbeiten veröffentlicht, an denen sie als Autorin beteiligt war. 1921 heiratete sie Evgen Kansky, einen Professor an der medizinischen Fakultät. Das Paar hatte drei Kinder, Aleksej, Evgen und Nuša. 1922 trat sie aus unklaren Gründen von ihrem Posten an der Universität zurück – entweder wegen Geldmangels, ihrer Ehe oder ihrer ersten Schwangerschaft.

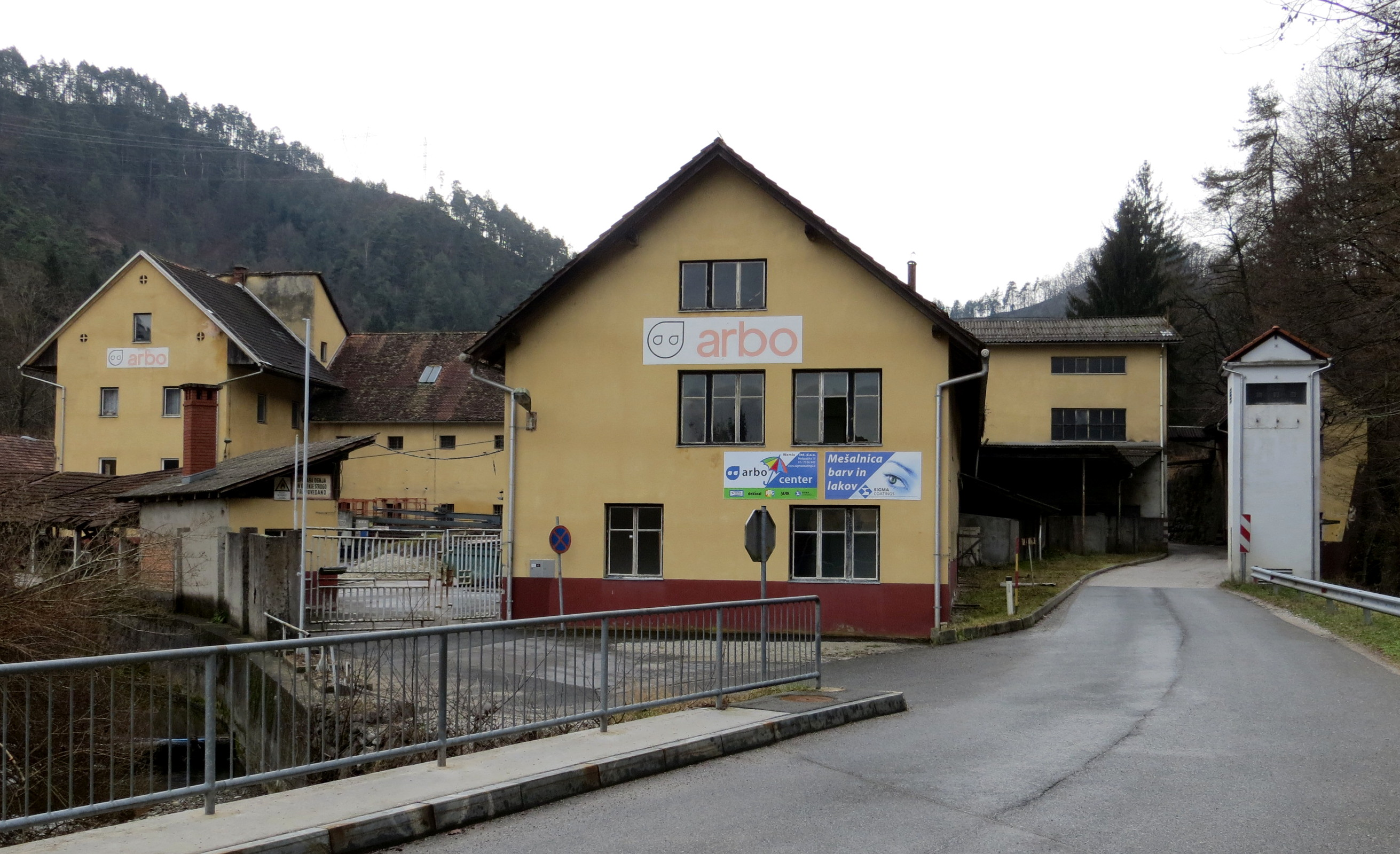
Die ehemalige Kansky-Fabrik in Podgrad (später Arbo-Fabrik, seit 1995 aufgegeben)

1922 eröffnete das Ehepaar in Podgrad bei Ljubljana die erste jugoslawische Fabrik zur Herstellung von Schwefeläther und anderen chemischen Produkten. Sie leitete die Firma Dr. A. Kansky selbst, während ihr Mann ein chemisches Labor unterhielt. 1929 erwarben sie die verlassenen Anlagen der ehemaligen Osterberger Ölfabrik bei Laibach in Podgrad und renovierten sie, ebenso wie die Ruinen einer nahegelegenen Festung, wo sie eine Hütte bauten. Sie elektrifizierten beide Objekte. Bald begannen sie mit der Herstellung komplexer organischer Verbindungen aus heimischen Rohstoffen, vor allem verschiedener Ester für Lösungsmittel.
Die Familie unterhielt auch ein Haus am Krek-Platz in Ljubljana, in dem sie Büros, ein Labor und ein Geschäft unterhielt. Ihr Unternehmen endete während des Zweiten Weltkriegs, als die Behörden der Nationalsozialisten die Fabrik beschlagnahmten. Danach wurde sie von der jugoslawischen Regierung verstaatlicht und unter dem Namen Tovarna kemičnih izdelkov Arbo (Arbo Chemical Products Factory) weitergeführt. Kanskys Ehemann wurde gezwungen, sich zur Ruhe zu setzen, während sie die restlichen Jahre ihrer Karriere als Chemielehrerin verbrachte.
Die Arbo-Fabrik beschäftigte in ihrer Blütezeit 60 Personen. In den 1980er Jahren stellte sie hauptsächlich Trockenmittel her, die auf dem jugoslawischen Markt 80 % erreichten. Nach der Unabhängigkeit Sloweniens wurde das Werk an die Kansky-Nachkommen zurückgegeben und 1995 aufgrund von schlechtem Management, veralteten Anlagen und einer überholten Produktpalette stillgelegt.